# Шпокайте, Эгле
Э́гле Шпока́йте (род. 1971, Вильнюс) — литовская артистка балета и хореограф, прима-балерина Литовского театра оперы и балета в 1989—2011 годах, художественный руководитель «Балетной школы Эгле Шпокайте». Лауреат Национальной премии Литвы по культуре и искусству (1996). Живёт и работает в Вильнюсе и Сан-Диего.

## Биография
Эгле Шпокайте родилась в 1971 году в Вильнюсе. После окончания Вильнюсского хореографического училища в 1989 году была принята в балетную труппу Вильнюсского театра оперы и балета. В 1994—1996 год стала лауреатом четырёх международных конкурсов артистов балета. Танцевала в театре до 2011 года, исполняя ведущие партии репертуара.
Работала с литовскими мастерами балета Л. Шульгой (L. Shulga) и Ионасом Катакинасом (Jonas Katakinas) а также с российскими педагогами Нинелью Кургапкиной и Ксенией Тер-Степановой. Среди партнёров балерины — танцовщик Игорь Йебра.
Участвовала в постановках таких хореографов, как Владимир Васильев, Георгий Алексидзе, Кшиштоф Пастор, Борис Эйфман, Алексей Ратманский, Джеральд Арпино, Алла Сигалова, Кирилл Симонов, в спектаклях режиссёра Эймунтаса Някрошюса. Танцевала в концертах с участием таких музыкантов, как Мстислав Ростропович и Гидон Кремер.
В 2009 году стала лауреатом приза фонда Майи Плисецкой и Родиона Щедрина. В том же году вместе с партнёром по бизнесу Кристиной Слесорайтене (Sliesoraitienė) создала балетную школу Eglė Špokaitė and Kristina Sliesoraitienė Ballet School, в 2011 году её название было сокращено до Eglė Špokaitė Ballet School. Шпокайте является художественным руководителем этой школы.
В марте 2015 года осуществила постановку балета «Голубой Дунай» в Каунасском национальном музыкальном театре.

## Репертуар
Балет
- Жизель, «Жизель», редакция и постановка О. Виноградова
- 1993 — Джульетта, «Ромео и Джульетте», хореография В. Василева[5][8][9]
- 1994 — Китри и Мерседес, «Дон Кихот», редакция Владимира Васильева
- 1996 — Аврора, «Спящая красавица», хореография Мариуса Петипа
- 1996 — Маша, «Щелкунчик», постановка Андрея Меланина
- Кармен, «Кармен», хореография Кшиштофа Пастора
- 1998 — Ипполита, «Сон в летнюю ночь», либретто и хореография Кшиштофа Пастора
- 1998 — Марина, «Грек Зорба», либретто и хореография Леонида Мясина
- 2001 — Балерина, «Красная Жизель», либретто и хореография Бориса Эйфмана[10]
- 2003 — Императрица, «Русский Гамлет», либретто и хореография Бориса Эйфмана[11]
- 2004 — Одетта и Одиллия, «Лебединое озеро», хореография Мариуса Петипа и Льва Иванова
- 2005 — Дездемона, «Дездемона», хореография Кирилла Симонова
- 2005 — Анна Каренина, «Анна Каренина», хореография Алексея Ратманского
- 2006 — Избранница, Весна священная
- 2009 — Джульетта, «Ромео и Джульетта», хореография Кирилла Симонова
- 2010 — Олимпия, «Коппелия», хореография Кирилла Симонова

Драматический театр
- Дездемона, «Отелло» У. Шекспира, режиссёр Эймунтас Някрошюс

## Постановки
- 2015 — «Голубой Дунай» на музыку Иоганна Штрауса, Каунасский национальный музыкальный театр, по собственному либретто[12][13][14].

## Фильмография
- 2005 — У. Шекспир «Отелло», режиссёр Эймунтас Някрошюс (Вильнюсский русский драматический театр)
- 2006 — «Русский Гамлет» Бориса Эйфмана[15][16]

## Награды и звания
- 1994 — I премия и специальный приз за лучший дуэт международного конкурса артистов балета «Арабеск» (Пермь, Россия)
- 1994 — III премия международного конкурса артистов балета «Майя’94» (Санкт-Петербург, Россия)
- 1994 — «Лучшая балерина Литвы»
- 1995 — I премия Международного конкурса артистов балета в Хельсинки[17]
- 1996 — I премия и золотая медаль Международного конкурса артистов балета в Нагое[18] (Япония)
- 1996 — Орден Великого князя Литовского Гядиминаса 4-го класса[19]
- 1996 — Национальная премия Литвы по культуре и искусству[20]
- 2002 — Operos Svyturiai, национальная премия в номинации «Балерина года» (Вильнюс, Литва)[21]
- 2003 — Operos Svyturiai, национальная премия в номинации «Балерина года» (Вильнюс, Литва)[21][22]
- 2003 — Премия солистов балета, Приз зрительских симпатий (Вильнюс)
- 2003 — Золотой сценический крест (lt:Auksinis scenos kryžius, высшая театральная награда Литвы) — за выдающиеся достижения в области балета и танца (Вильнюс)
- 2006 — Золотой сценический крест — за выдающиеся достижения в области балета и танца (Вильнюс)
- 2009 — приз Международного фонда Майи Плисецкой и Родиона Щедрина[23] — за пожизненную преданность искусству балета[24][25][26]
- 2011 — Золотой сценический крест за роль Олимпии в балете Лео Делиба «Коппелия»[27]

## Личная жизнь
Эгле Спокайте замужем. Муж — ученый и фотограф Дайнюс Macikenas Живёт в городах Сан-Диего, США и Вильнюсе, Литва.